# Jorge Urbiola López de Montenegro
Jorge Urbiola López de Montenegro (San Sebastián, Guipúzcoa, 1969) es un diplomático español. Fue embajador de España en Kazajistán (2021-2024), concurrente en Kirguistán y Tayikistán.

## Carrera diplomática
Tras licenciarse y doctorarse en Derecho Internacional Público, en la Facultad de Derecho de la Universidad Complutense de Madrid, ingresó en la carrera diplomática.
Su primer destino le llevó a la Presidencia de Gobierno, donde trabajó como Consejero Técnico (2000-2004). Más adelante formó parte de la Presidencia del Grupo de Derecho del Mar (COMAR) del Consejo de la Unión Europea (2010-2011); y fue Subdirector General Adjunto de la Asesoría Jurídica Internacional (2009-2011), y Subdirector General de Europa Oriental y Asia Central, ambos en el Ministerio de Asuntos Exteriores (2017-2021).
También ha desempeñó diversos cargos en las misiones diplomáticas de España en: Serbia y Montenegro (2004-2007), Mozambique (2007-2009), Ucrania (2011-2014) y Austria (2014-2017).
Ha desarrollado su labor docente como profesor adjunto de Derecho Internacional Público en la IE Universidad, y como profesor invitado en la Universidad Nacional de Kiev.
Ha sido el embajador de España en Kazajistán de 2021 a 2024.